# Loders Creek
Loders Creek är ett vattendrag i Australien. Det ligger i delstaten Queensland, omkring 66 kilometer sydost om delstatshuvudstaden Brisbane.
Runt Loders Creek är det i huvudsak tätbebyggt. Genomsnittlig årsnederbörd är 1 801 millimeter. Den regnigaste månaden är januari, med i genomsnitt 320 mm nederbörd, och den torraste är oktober, med 41 mm nederbörd.